# Natalia Kubaty
Natalia Kubaty (10 novembre 1995) è una lottatrice polacca, specializzata nella lotta libera.

## Palmarès
- Europei

Budapest 2022: bronzo nei 62 kg.